# Найден Рангелов
Найден Каменов Рангелов е български журналист от ромски произход, телевизионен водещ на предаването „Чшае шукарие“ по телевизия СКАТ.

## Биография
Найден Рангелов е роден в село Доктор Йосифово, Фердинандско, на 20 декември 1944 г.. Рангелов е бивш член на ДПС и негов кандидат за общински съветник от Берковица през 2005 г., през 2006 г. става член на партия „Атака“. В ефир в студиото на предаването „Паралакс“ по телевизия „Скат“ той къса партийния си билет от ДПС, за което е похвален във вестник „Атака“ в броя му от 25 ноември 2006 г. През 2009 г. Найден Рангелов е кандидат-депутат от „Обединение на българските патриоти“. Почива на 22 април 2016 г. след тежко боледуване.

### Държавна сигурност
Комисията по досиетата твърди, че Найден Рангелов е бил агент на „Държавна сигурност“ в ОУ на МВР-Михайловград. Вербуван през 1972 г., снет е от отчет през 1987 г. Работил под псевдонима „Караиванов“.